# Raymond Fenard
Raymond Albert Fenard (Sens, 7 janvier 1887-Berne, 8 mars 1957), est un officier général de la Marine française.

## Biographie
Il entre à l'École navale en octobre 1905 et en sort enseigne de vaisseau de 2e classe en octobre 1908. Il participe alors à une campagne à Madagascar sur le Vaucluse avant d'embarquer sur le cuirassé République, dans l'escadre de la Méditerranée .
Enseigne de vaisseau de 1re classe (octobre 1910), il embarque sur le contre-torpilleur Hache puis sur le cuirassé Condorcet. Il est breveté canonnier en 1913.
De nouveau sur le Condorcet (1915-1916), il est second du torpilleur Protet(1916-1917). il est promu lieutenant de vaisseau en mars 1917. En 1918, il effectue une mission en Angleterre qui lui vaut un témoignage de satisfaction du ministre.
Aide de camp de l'amiral Darrieus (1919-1920), il est breveté d'état-major en décembre 1922 puis est affecté comme aide de camp de l'amiral Ratyé. Il est promu capitaine de corvette en juin 1923.
En 1924-1925, il commande le torpilleur Bouclier et suit les travaux d'achèvement du torpilleur d'escadre Bourrasque qu'il commande de 1926 à 1927.
Capitaine de frégate en janvier 1927, le capitaine de vaisseau Darlan le choisit comme second sur le croiseur-cuirassé Edgar Quinet (1928-1929) puis sur le croiseur-cuirassé école Jeanne d'Arc, en 1930.. 
En 1929, il commande le contre-torpilleur Vauban et obtient la première place en 1931 du concours d'honneur. Il est alors affecté au Bureau des études scientifiques.
Chef-adjoint du cabinet militaire du ministre en 1932, nommé capitaine de vaisseau en mars 1933, il suit les travaux d’achèvement du croiseur de bataille Dunkerque qu'il commande en 1936.
Auditeur au Collège des hautes études de défense nationale, il est promu contre-amiral en novembre 1938. Il est affecté au commandement du secteur de défense de Toulon en février 1939. En juin 1940, il commande la Marine en Algérie.
Vice-amiral en mars 1941, secrétaire général permanent de la Délégation générale du gouvernement en Afrique française en juillet 1941, il est le bras-droit de l'amiral Darlan qui le charge dès octobre 1941 de lier des contacts avec le représentant américain à Alger, Robert Murphy pour préparer l'entrée en guerre de la France, aux côtés des Alliés. Il devient secrétaire général du Conseil impérial, chargé des relations avec les États-Unis en décembre 1942.
Chef de la mission navale française aux États-Unis en janvier 1943, il négocie le réarmement et la modernisation de la flotte et devient membre du Conseil supérieur de la Marine en octobre 1945.
Il est le chef d'état-major français au Comité d'état-major des Nations unies en novembre 1945. Il prend rang et appellation de vice-amiral d'escadre en mai 1946, puis est nommé en août 1946, membre de la Délégation française au Comité d'état-major des Nations-Unies.
Le vice-amiral d'escadre s'éteint à Berne le 8 mars 1957.

## Récompenses et distinctions
- Chevalier, Officier puis Commandeur de la Légion d'honneur (1er janvier 1940).